# 측성쌍성
천문학자들은 몇몇 별들이 비어 있는 것처럼 보이는 공간을 중심으로 공전 운동을 하는 것을 발견했다. 이들은 측성쌍성(Astrometric binaries)이라고 불리는데, 이들은 특별히 눈에 보이는 동반성 없이 질량 중심을 기준으로 흔들리는 것처럼 보이는, 상대적으로 가까운 곳에 있는 별들이다. 일부 분광쌍성들은 앞뒤로 바뀌는 분광선 한 쌍 만이 존재한다. 평범한 쌍성들을 관측하는 데 이용되는 수학적 계산을 이와 같은 '잃어버린 동반 천체'의 질량을 계산하는 데 이용할 수 있다. 동반성은 매우 어두워서 현재 기술력으로 관측하기가 힘들거나, 또는 중성자별처럼 전자기파를 거의 발산하지 않는 천체일 수도 있다. 어떤 경우는 '보이지 않는 동반 천체'가 블랙홀(중력이 너무 강해서 빛 조차 도 빠져 나갈 수 없는 천체)이라는 강력한 증거도 존재한다. 이러한 항성계를 고질량 엑스선 쌍성이라고 부른다. 현 시점에서 가장 유력한 예로 백조자리 X-1이 있는데 이 항성계의 보이지 않는 반성의 질량은 태양의 아홉 배로 알려져 있고 이는 톨만-오펜하이머-볼코프 한계(중성자별 - 블랙 홀을 제외하면 반성의 정체로 가장 유력한 후보 - 이 가질 수 있는 질량의 한계치)를 훌쩍 뛰어넘는 수치이다. 따라서 백조자리 X-1은 블랙 홀로 폭 넓게 인정을 받은 최초의 천체가 되었다.

## 같이 보기
- 쌍성
- 백조자리 X-1